# Paphiopedilum javanicum
Paphiopedilum javanicum är en orkidéart som först beskrevs av Caspar Georg Carl Reinwardt och John Lindley, och fick sitt nu gällande namn av Ernst Hugo Heinrich Pfitzer. Paphiopedilum javanicum ingår i släktet Paphiopedilum och familjen orkidéer.

## Underarter
Arten delas in i följande underarter:
- P. j. javanicum
- P. j. virens

## Bildgalleri

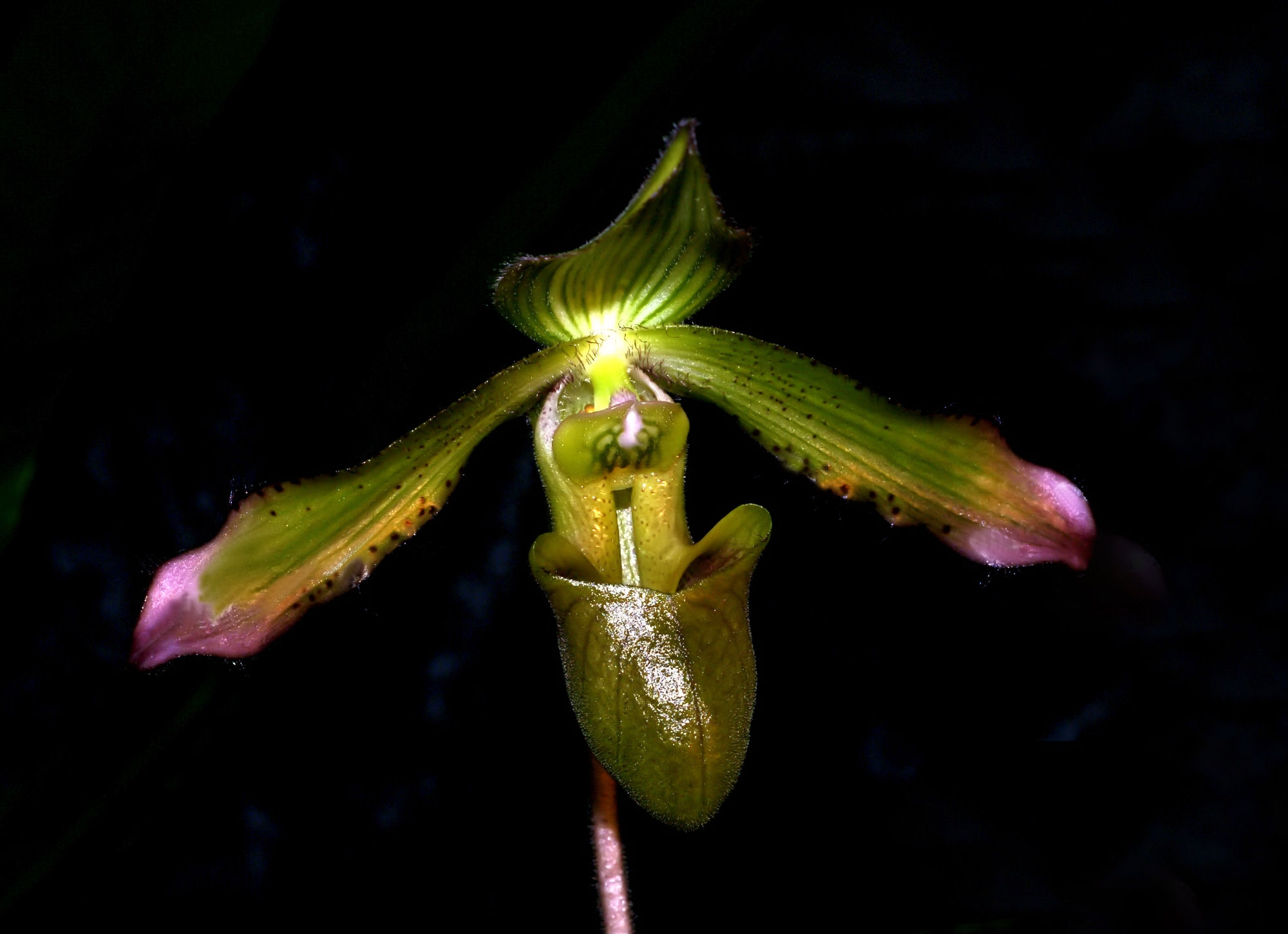
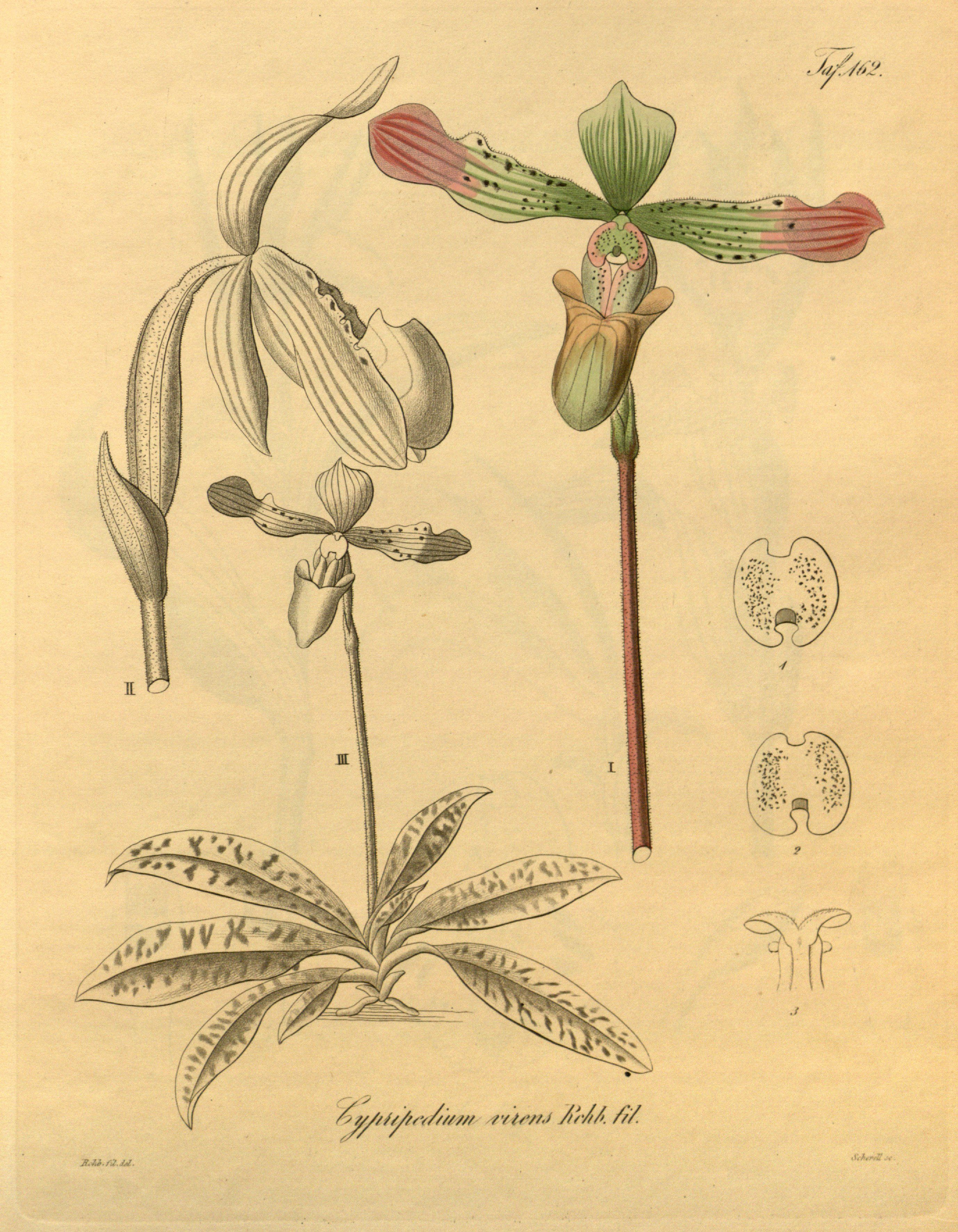